# Mathias Nißl
Mathias Nißl (* 27. August 1809 in Urfahr; † 30. Oktober 1848 in Wien) war ein Urfahraner Freiheitskämpfer und Hauptmann der Urfahrer Nationalgarde. Er starb 1848 bei Kämpfen in Wien.

## Leben
Nißls Eltern waren der Tuchscherer Johann Baptist Nißl und seine Ehefrau Therese, geborene Aumayr. Nach dem Tod seines Vaters im Frühjahr 1838 führte er das Gewerbe als „bürgerlicher Tuchscherermeister“ in Linz-Urfahr weiter. 1839 heiratete er Margaretha Frauendorfer, die Tochter eines Beamten im städtischen Brauhaus an der Linzer Donaulände.
Die Freiheitsideen des Jahres 1848 fielen in Urfahr auf fruchtbaren Boden. Mathias Nißl (in einigen Quellen auch irrtümlich Franz Nißl genannt) wurde zum Hauptmann der Urfahraner Nationalgarde gewählt, die dem Linzer Kommando unterstellt war. Nißl betraute seinen verlässlichen Mitarbeiter Franz Jirka mit der Fortführung seines Tuchscherergeschäftes und bestieg am Morgen des 16. Oktobers mit einer Freiwilligentruppe ein Schiff Richtung Wien. Weil das Militär die Donau bei Krems sperrte, verließ Nißls Truppe in Melk das Schiff und kam auf dem Landweg über Ober-Grafendorf, Neulengbach und Gablitz am Abend des 17. Oktobers nach Wien. Im Verlauf des Wiener Oktoberaufstandes wurde Nißl an einer Barrikade auf der Jägerzeile durch einen Schuss in die Brust so schwer verwundet, dass er drei Tage später verstarb. Die Linzer Zeitungen durften damals nicht über Nißls Tod berichten. Oberleutnant Sterzl übernahm das Kommando von Nißl, der in Wien begraben wurde.

## Würdigung
Im Jahr 1902 benannte die Urfahrer Stadtvertretung eine von der Aubergstraße nach Südwesten abzweigende Straße nach Mathias Nißl.